# Грязин, Илья Макарович
Илья Макарович Грязин — советский хозяйственный, государственный и политический деятель, Герой Социалистического Труда.

## Биография
Родился в 1908 году в селе Сабинер. Член КПСС.
С 1920 года — на хозяйственной, общественной и политической работе. В 1920—1968 гг. — крестьянин, рабочий артели каменщиков в Вятской губернии, шихтовщик, подручный сталевара, сталевар электропечи, мастер по плавкам, обер-мастер блока больших печей электросталеплавильного цеха Златоустовского металлургического завода Челябинского совнархоза.
Указом Президиума Верховного Совета СССР от 19 июля 1958 года присвоено звание Героя Социалистического Труда с вручением ордена Ленина и золотой медали «Серп и Молот».
Умер в Златоусте в 1991 году. Похоронен в Златоусте.